# Publi Manili
Publi Manili (en llatí Publius Manilius) va ser un magistrat romà. Formava part de la gens Manília, d'origen plebeu.
Va exercir diverses magistratures fins que va arribar a cònsol romà l'any 120 aC juntament amb Gai Papiri Carbó. Del seu període de govern no s'han conservat relats que permetin saber quina va ser la seva actuació o la del seu col·lega.